# 超巨星 (漫威漫畫)
超巨星（英語：Supergiant），是漫威漫畫中的虛構超級反派角色，由作家喬納森·希克曼和藝術家傑羅姆·奧佩娜所創作。超巨星首次於《新復仇者 Vol.3》#8中登場。超巨星是為薩諾斯工作的外星人團隊闇黑號令的重要成員之一。

## 人物
超巨星是闇黑號令的成員之一。因為心靈寄生而被薩諾斯選擇。她在尋找薩諾斯的兒子薩恩（Thane）時攻擊了琴·葛雷高等學校。過度自信的她控制了黑蝠王，並挾持瓦干達人質在設置炸彈的地方上，結果被麥西穆斯啟動了炸彈，並利用鎖齒狗把超巨星和炸彈傳送到一個荒廢星球後炸死。

## 能力
超巨星擁有不穩定的心靈控制能力，並以侵佔精神為主要食糧，同時還能奪走目標擁有的知識。

## 其他媒體

### 電視
- 《復仇者聯盟：正義出擊（英语：Avengers Assemble (TV series)）》：由海登·瓦爾希（英语：Hynden Walch）配音。
- 《銀河守護隊（英语：Guardians of the Galaxy (TV series)）》：由海登·瓦爾希配音。

### 遊戲
- 《Marvel：復仇者聯盟（英语：Marvel: Avengers Alliance）》
- 《漫威：未來之戰》：手機遊戲，超巨星（昊天極星）是玩家可使用角色之一
- 《Marvel Snap》：第五系列卡牌之一

。

## 外部連結
- Supergiant （页面存档备份，存于） 漫畫書數據庫
- Supergiant （页面存档备份，存于） 漫威維基百科